# Outerlimits
『Outerlimits』（アウターリミッツ）はSHOW-YAの7枚目のオリジナル・アルバム。

## 内容
1年ぶりのアルバムは、大ヒット曲「限界LOVERS」「私は嵐」を収録。オリコンチャート3位を獲得した。
全曲の作詞は安藤芳彦によるもので、2曲のみ寺田恵子と共作。全編曲は笹路正徳とSHOW-YA。
これまで発売されたSHOW-YAのどのアルバムよりもヘヴィメタル色が強くなっている。

## 収録曲
| 全作詞: 安藤芳彦（特記以外）、寺田恵子・安藤芳彦（#2, #6）、全編曲: 笹路正徳・SHOW-YA。 |                                  |                                                     |                      |      |
| #                                                                                       | タイトル                         | 作詞                                                | 作曲                 | 時間 |
| 1.                                                                                      | 「OUT OF LIMITS」                | 安藤芳彦 （特記以外）、寺田恵子・安藤芳彦（#2, #6） | 五十嵐美貴           | 3:08 |
| 2.                                                                                      | 「LOOK AT ME!」                  | 安藤芳彦 （特記以外）、寺田恵子・安藤芳彦（#2, #6） | SHOW-YA              | 5:13 |
| 3.                                                                                      | 「限界LOVERS」                   | 安藤芳彦 （特記以外）、寺田恵子・安藤芳彦（#2, #6） | 寺田恵子・五十嵐美貴 | 4:01 |
| 4.                                                                                      | 「TROUBLE」                      | 安藤芳彦 （特記以外）、寺田恵子・安藤芳彦（#2, #6） | 寺田恵子             | 4:08 |
| 5.                                                                                      | 「野生の薔薇」                   | 安藤芳彦 （特記以外）、寺田恵子・安藤芳彦（#2, #6） | 五十嵐美貴           | 5:34 |
| 6.                                                                                      | 「祈り」                         | 安藤芳彦 （特記以外）、寺田恵子・安藤芳彦（#2, #6） | 寺田恵子             | 4:38 |
| 7.                                                                                      | 「戒厳令の街 -Cry for freedom-」 | 安藤芳彦 （特記以外）、寺田恵子・安藤芳彦（#2, #6） | 中村美紀             | 4:55 |
| 8.                                                                                      | 「BAD BOYS」                     | 安藤芳彦 （特記以外）、寺田恵子・安藤芳彦（#2, #6） | 角田美喜・仙波さとみ | 3:58 |
| 9.                                                                                      | 「私は嵐」                       | 安藤芳彦 （特記以外）、寺田恵子・安藤芳彦（#2, #6） | 寺田恵子             | 4:05 |
| 10.                                                                                     | 「Paranoia Paradise」            | 安藤芳彦 （特記以外）、寺田恵子・安藤芳彦（#2, #6） | 角田美喜・仙波さとみ | 3:19 |
| 11.                                                                                     | 「BATTLE EXPRESS」               | 安藤芳彦 （特記以外）、寺田恵子・安藤芳彦（#2, #6） | 五十嵐美貴           | 4:37 |
| 合計時間:                                                                               | 合計時間:                        | 合計時間:                                           | 47:36                |      |